# NGC 49
NGC 49 je čočková galaxie nacházející se v souhvězdí Andromedy.